# 列別姜區

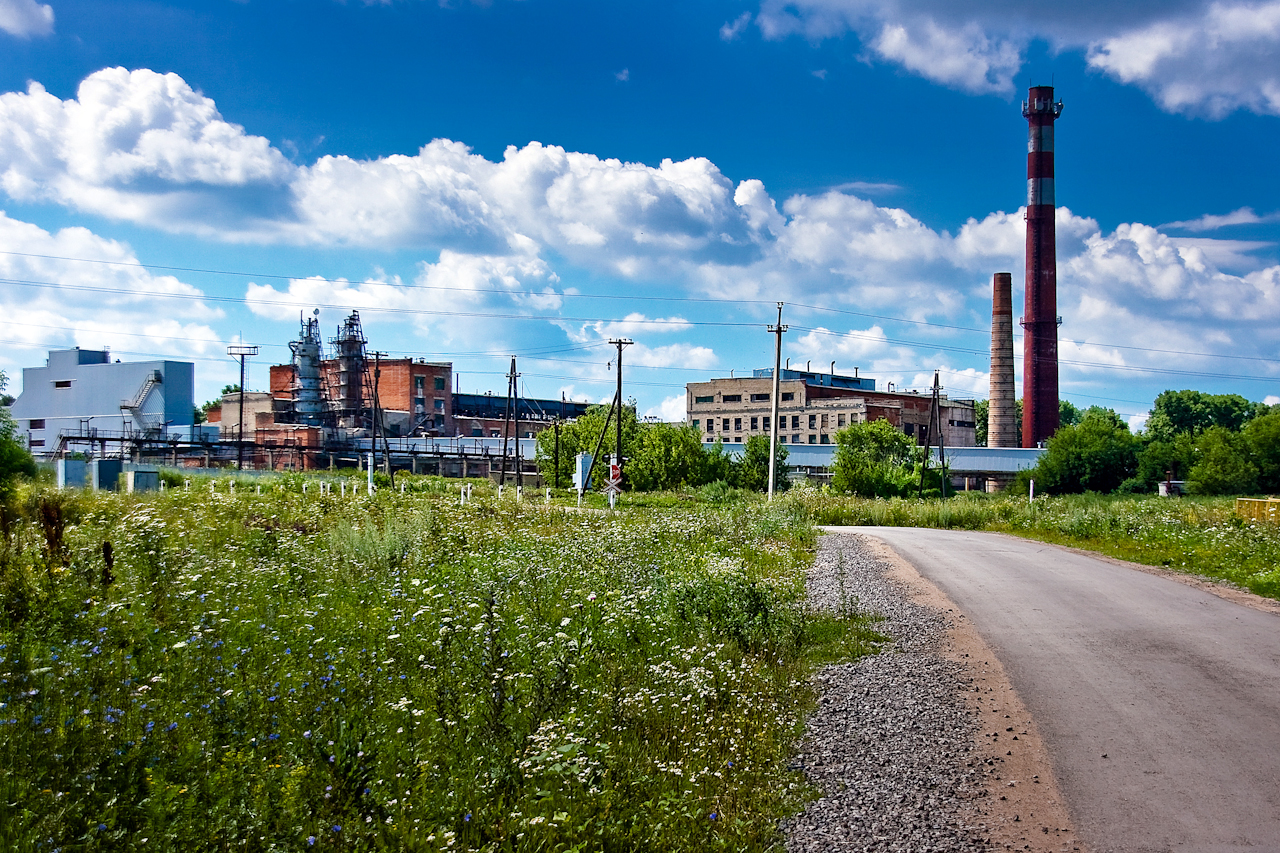

53°01′N 39°08′E / 53.017°N 39.133°E
列別姜區（俄语：Лебедянский район），是俄羅斯的一個區，位於該國西部，由利佩茨克州負責管轄，面積1,420平方公里，2010年該區人口43,178，人口密度每平方公里30.41人。